# Daniel Giraldo
Daniel Eduardo Giraldo Cárdenas, mais conhecido como Daniel Giraldo (Cali, 1 de julho de 1992) é um futebolista colombiano que atua como meio-campista. Atualmente, joga pelo Juventude.

## Carreira internacional
Giraldo fez sua estreia pela seleção colombiana em 16 de janeiro de 2022, numa vitória por 2–1 sobre Honduras.

## Títulos
Deportivo Cali
- Copa da Colômbia: 2010[3]

Millonarios
- Campeonato Colombiano de Futebol: 2023 Apertura[3]
- Superliga Colombiana: 2024[3]